# Bikutsi
Bikutsi, auch Bikud-si, Bikudsi, Bikut-si, ist eine Musik- und Tanzform, die im Süden Kameruns aufgeführt wird. Sie wird der Volksgruppe der Beti zugeordnet, die vor allem in den Regionen Centre und Sud des Landes lebt.
Gespielt wird der traditionelle Bikutsi mit mehreren Tragbügelxylophonen mendzan, einer Schlitztrommel minkul und der Kerbstegzither mvet. Die moderne Variante, die ungefähr seit den 1980er-Jahren in den Diskotheken zu hören ist, wird mit E-Gitarren, Bass, Schlagzeug, Keyboards und Gesang gespielt.
Bekannte Musiker bzw. Musikgruppen sind Messi Martin (1946–2005), Sally Nyolo, Anne-Marie Nzié, Lady Ponce (* 1983), K-Tino, Les Veterans und Les Tetes Brulées.